# Herreys

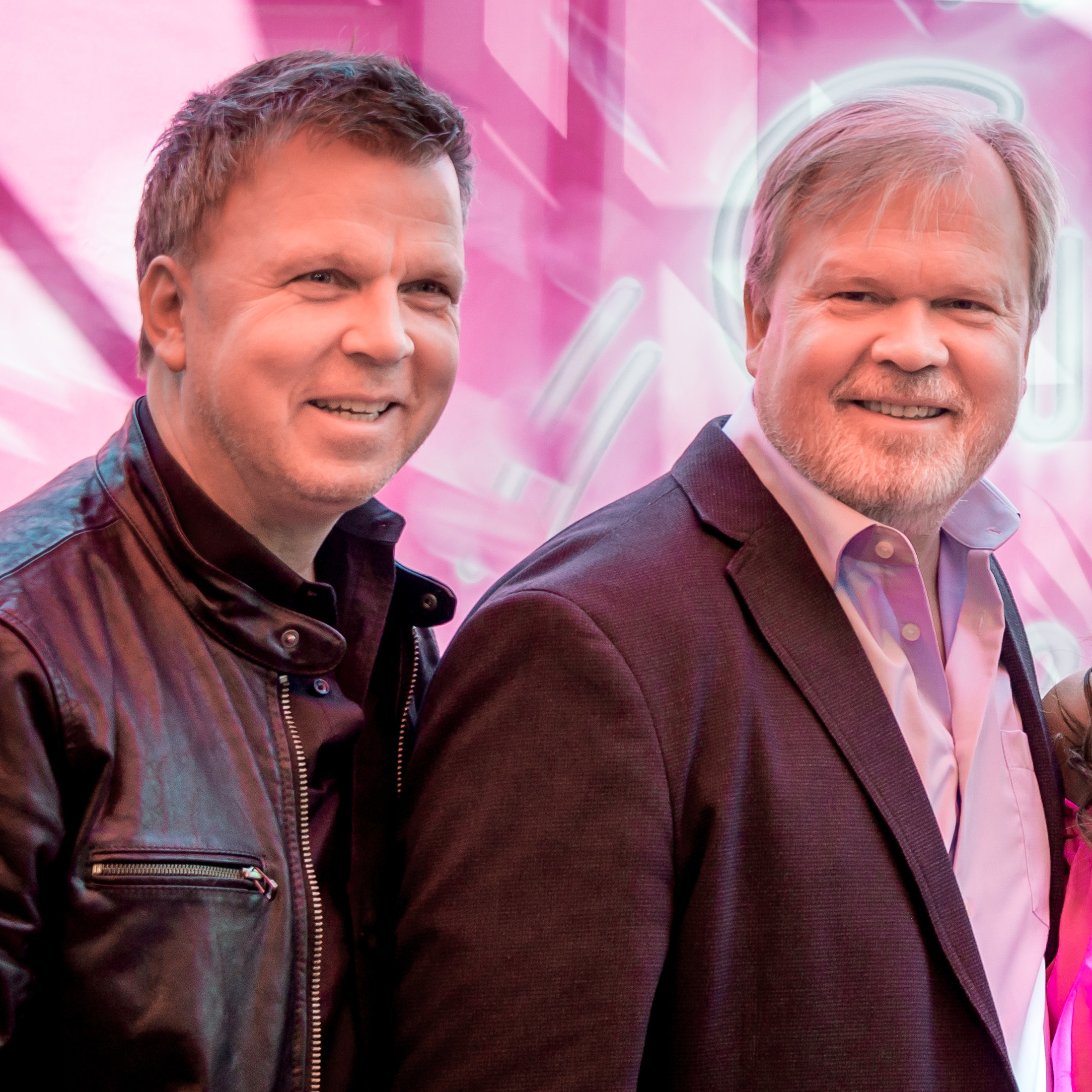
Двоє з братів (Річард та Пер) у 2016 році

Herreys (швед. вимова: [hɛˈrɛjs]), іноді Еррі або Геррі, — шведський поп-гурт, що складається з трьох братів Пер Еррі (народився 9 серпня 1958 р.), Річарда Еррі (нар. 19 серпня 1964 р.) і Луї Еррі (нар. 3 листопада 1966 р.).
Концертну діяльність розпочали у 1970-х роках як квартет, в якому окрім трьох братів Херри (Пера, Річарда і Луїса), брала участь їх сестра Марія. Після того, як в 1976 році Марія покинула групу, батько музикантів організував приватний цирк, а брати брали участь у різних шоу. У 1981 році сім'я переїхала в США, де брати кілька років навчалися у Вищій академії танцю. У 1983 році група посіла п'яте місце на міжнародному музичному фестивалі в Вінья-дель-Мар.
Світову славу здобули після перемоги на Євробаченні 1984 року з піснею «Diggi-Loo Diggi-Ley».. Річард та Луї Херрі стали першими чоловіками-підлітками, які виграли «Євробачення» і залишаються наймолодшими переможцями серед чоловіків, — на момент конкурсу переможцям було відповідно 19 років і 260 днів, 18 років і 184 дні.
У 1985 році вони виграли Сопотський міжнародний фестиваль пісні разом із «Sommarparty». Того ж року, Herreys здійснили гастролі в СРСР, ставши першим західним гуртом, якого запросили на гастролі за Залізною завісою, гурт також виступив у шоу з російською співачкою Аллою Пугачовою.
У лютому 2006 року Річард Еррі випустив свій перший сольний альбом Jag e Kung. У 2015 вони виступали на телепередачі «Найбільших хітах Євробачення», присвяченій 60-річному ювілею конкурсу.

## Дискографія

### Альбоми
- 1984: Diggi Loo, Diggi Ley
- 1985: Crazy People
- 1985: Not Funny
- 1986: Different I's
- 1987: Live in Tivoli
- 1994: Där vindarna möts
- 1995: Herreys Story
- 2002: Gyllene Hits
- 2010: The Greatest Hits

### Сингли
- «Crazy people» / «I'm so sorry»
- «You» / «I see the love»
- «Kall som is» / «Mirror mirror»
  - (#18 in Sweden) (1984)
- «Diggi-Loo-Diggi-Ley» (1984)
  - (#2 in Sweden, #5 in Norway, #10 in Switzerland, #11 in Germany, #18 in Denmark, #46 in UK)
- «People say it's in the air» / «I'm so sorry»
- «Varje liten droppe regn» (EP)
  - (#11 in Sweden)
- «People from Ibiza» / «Sommarparty»
  - (#20 in Sweden)
- «Din telefon» / «Why Why»
- «Chinese Temptation» / «Sweet Love»
- «Freedom» / «Little Pretty Girl»
- «Min ensamma vrå» / «Livet i dig»
- «Öppna dina ögon» / «Hanna»
- «Här vill jag leva» / «Hon ger dig allt»